# James Douglas (3e comte d'Angus)
James Douglas (vers 1415 – septembre 1446 ou peu avant), 3e comte d'Angus, seigneur de Liddesdale, est un important baron écossais. 
Il est le fils aîné de William Douglas (v.1398-1437), 2e comte d'Angus, et de Margaret (fl. 1410-1484), fille de Sir William Hay de Yester. 
Après sa mort son héritier le titre de comte d'Angus passe à son frère Georges Douglas 4e comte d'Angus.